# Club Deportivo Bata
Il Club Deportivo Bata è una società calcistica boliviana di Quillacollo, fondata il 18 ottobre 1941.

## Storia
In seguito alla sua fondazione prese parte al campionato del Dipartimento di Cochabamba. Nel 1967 partecipò per la prima volta alla Copa Simón Bolívar. Ebbe l'occasione, nel 1977, di entrare nel novero delle squadre della prima edizione del campionato professionistico, giungendo al terzo posto (a pari merito con altre due squadre, Always Ready e Guabirá) nel proprio girone, guadagnandosi la qualificazione alla seconda fase; non riuscì poi a proseguire oltre. Nel 1978 giunse al terzo posto nel proprio gruppo, la Serie B, e passò nuovamente alla seconda fase. Nel 1979 passò per la terza volta alla fase successiva, ma terminò all'ultimo posto in Serie A e all'ultimo complessivo, e retrocesse. Da allora non è più tornato in massima serie.